# Jim Cummings
James Jonah Cummings (sinh ngày 3 tháng 11 năm 1952) là một diễn viên lồng tiếng và ca sĩ người Mỹ, đã từng xuất hiện trong gần 400 vai diễn khác nhau. Ông được biết đến là người lồng tiếng cho nhân vật chính trong Darkwing Duck, Dr. Robotnik trong Sonic the Hedgehog, Pete, Winnie the Pooh, Tigger và Tasmanian Devil. Ông cũng đã từng diễn nhiều vai trong các bộ phim hoạt hình của Disney và DreamWorks như Aladdin, The Lion King, Balto, Antz, The Road to El Dorado, Shrek và The Princess and the Frog. Ông cũng đã thực hiện lồng tiếng cho các trò chơi điện tử, như Icewind Dale, Fallout, The Elder Scrolls V: Skyrim, Baldur's Gate, Mass Effect 2, Star Wars: The Old Republic, World of Warcraft: Mists of Pandaria, World of Warcraft: Legion và Splatterhouse.

## Cuộc sống cá nhân
Sinh ra tại Youngstown, Ohio, Cummings chuyển tới sống tại New Orleans, nơi ông đã thiết kế và tô vẽ Mardi Gras, làm việc ở boong tàu trên sông, và đã hát và chơi trống trong ban nhạc rock thành công ở khu vực này, là "FUSION". Ông tham dự Immaculate Conception và các trường ở St. Columba như Ursuline High School được cấp bằng tốt nghiệp tại đây năm 1970.
Sau đó ông kết hôn vào chuyển tới Anaheim, California, nơi mà ông đã quản lý một cửa hàng băng đĩa những năm đầu thập niên 1980, trước khi bắt đầu đi theo nghiệp diễn viên lồng tiếng vào cuối năm 1984. Cummings có hai người con gái với bà Stephanie Cummings, cũng như có hai đứa con lớn tuổi hơn từ một cuộc hôn nhân trước đó.

## Nghề nghiệp
Một số công việc thanh nhạc đầu tiên mà Cummings làm là ở Disney, nơi mà ông đã thay thế Hal Smith lồng tiếng Winnie-the-Pooh vào năm 1988 (Smith đã đảm nhận vai trò từ diễn viên kỳ cựu Sterling Holloway vào năm 1981). Ông bắt đầu lồng tiếng Tigger năm 1989, tiếp quản Paul Winchell (mặc dù Winchell đã lồng tiếng Tigger thêm bốn lần nữa, lần cuối vào tháng 01 năm 1999) sau khi Winchell qua đời vào năm 2005. Năm 1991, ông mạo hiểm tới Warner Bros. Animation và bắt đầu lồng tiếng cho Tasmanian Devil trong sê-ri phim hoạt hình Taz-Mania (ông còn lồng tiếng cho các nhân vật trong các chương trình khác của Warner Brothers, như Animaniacs và góp giọng năm 2006 trong Bah, Humduck! A Looney Tunes Christmas).
Khi diễn viên Jeremy Irons, lồng tiếng cho nhân vật Scar trong The Lion King, bộc lộ một số vấn đề về thanh nhạc trong quá trình ghi âm ca khúc "Be Prepared", Cummings đã được chọn để thay thế ông ấy trong phần còn lại của bài hát. Cummings sau đó được thuê hát song ca cho Russell Means trong Pocahontas và Christopher Lloyd trong Anastasia.

## Sự nghiệp diễn xuất

### Phim
| Năm  | Tiêu đề                                                   | Vai diễn                                                                                            | Ghi chú                        |
| ---- | --------------------------------------------------------- | --------------------------------------------------------------------------------------------------- | ------------------------------ |
| 1986 | Castle in the Sky                                         | General Muoro                                                                                       | Disney 2003 dub                |
| 1987 | The Brave Little Toaster                                  | Evil Clown                                                                                          | Chưa xác nhận                  |
| 1988 | Scooby-Doo and the Reluctant Werewolf                     | Frankenstein, Skull Head và Gengis Kong                                                             |                                |
| 1988 | Who Framed Roger Rabbit                                   | Bullet #2 và Lion trong Tom and Jerry                                                               |                                |
| 1989 | Stanley and the Dinosaurs                                 | Caveman Stanley                                                                                     |                                |
| 1990 | Raisins: Sold Out!: The California Raisins II             | Narrator                                                                                            |                                |
| 1992 | Aladdin                                                   | Razoul và Farouk                                                                                    |                                |
| 1992 | Pinocchio                                                 | Geppetto                                                                                            | Direct-to-video                |
| 1994 | The Return of Jafar                                       | Razoul                                                                                              | Direct-to-video                |
| 1994 | The Lion King                                             | Ed, Gopher, Scar (singing voices)                                                                   |                                |
| 1994 | The Pagemaster                                            | Long John Silver                                                                                    |                                |
| 1994 | Mortal Kombat: The Journey Begins                         | Shang Tsung và Sub-Zero                                                                             | Direct-to-video                |
| 1995 | A Goofy Movie                                             | Pete                                                                                                |                                |
| 1995 | Runaway Brain                                             | Julius                                                                                              |                                |
| 1995 | Pocahontas                                                | Chief Powhatan và Kekata (singing voices)                                                           |                                |
| 1995 | Balto                                                     | Steele                                                                                              |                                |
| 1996 | Siegfried & Roy: Masters of the Impossible                | (Tiếng nói phụ thêm)                                                                                |                                |
| 1996 | Aladdin and the King of Thieves                           | Razoul                                                                                              | Direct-to-video                |
| 1996 | Ed's Next Move                                            | Lee's Boyfriend và Raphael                                                                          |                                |
| 1996 | All Dogs Go to Heaven 2                                   | Jingles                                                                                             |                                |
| 1996 | The Story of Santa Claus                                  | Mr. Minch                                                                                           |                                |
| 1996 | The Hunchback of Notre Dame                               | Frollo's Soldiers và Gypsies                                                                        |                                |
| 1997 | Hercules                                                  | Nessus the River Centaur, Tall Thebian, Elderly Thebian và Lava Titan                               |                                |
| 1997 | Redux Riding Hood                                         | Thompkins                                                                                           |                                |
| 1997 | Pooh's Grand Adventure: The Search for Christopher Robin  | Winnie the Pooh và Skullasaurus                                                                     | Direct-to-video                |
| 1997 | Beauty and the Beast: The Enchanted Christmas             | (Tiếng nói phụ thêm)                                                                                | Direct-to-video                |
| 1997 | Anastasia                                                 | Rasputin (singing voice)                                                                            |                                |
| 1998 | Belle's Magical World                                     | Webster                                                                                             | Direct-to-video                |
| 1998 | The Brave Little Toaster Goes to Mars                     | Ca sĩ                                                                                               | Direct-to-video                |
| 1998 | The Lion King II: Simba's Pride                           | Scar                                                                                                | Direct-to-video                |
| 1998 | Pocahontas II: Journey to a New World                     | King James và Chief Powhatan                                                                        | Direct-to-video                |
| 1998 | Rusty: A Dog's Tale                                       | (Tiếng nói phụ thêm)                                                                                |                                |
| 1998 | Scooby-Doo on Zombie Island                               | Jacques và Morgan Moonscar                                                                          | Direct-to-video                |
| 1998 | Antz                                                      | Soldiers Ant, One Worker Ant                                                                        |                                |
| 1998 | Buster & Chauncey's Silent Night                          | Buster                                                                                              |                                |
| 1999 | Tarzan                                                    | Dennis                                                                                              |                                |
| 1999 | The Brave Little Toaster to the Rescue                    | Ca sĩ                                                                                               | Direct-to-video                |
| 1999 | The Nuttiest Nutcracker                                   | Uncle Drosselmeier và Gramps                                                                        |                                |
| 1999 | Winnie the Pooh: Seasons of Giving                        | Winnie the Pooh và Tigger                                                                           |                                |
| 1999 | Mickey's Once Upon a Christmas                            | Pete                                                                                                | Direct-to-video                |
| 1999 | Bartok the Magnificent                                    | (Tiếng nói phụ thêm)                                                                                | Chưa xác nhận, Direct-to-video |
| 2000 | The Tigger Movie                                          | Tigger và Winnie the Pooh                                                                           |                                |
| 2000 | An Extremely Goofy Movie                                  | Pete                                                                                                | Direct-to-video                |
| 2000 | The Road to El Dorado                                     | Hernán Cortés và tiếng nói phụ thêm                                                                 |                                |
| 2000 | Aladdin and the Adventure of All Time                     | (Tiếng nói phụ thêm)                                                                                |                                |
| 2000 | Titan A.E.                                                | Chowquin                                                                                            |                                |
| 2000 | Tweety's High-Flying Adventure                            | Taz, Rocky, Yosemite Sam, Cool Cat, Shropshire Slasher, Casino Cat, Policeman và Tiếng nói phụ thêm | Direct-to-video                |
| 2000 | The Life & Adventures of Santa Claus                      | Santa Claus                                                                                         |                                |
| 2000 | CatDog and the Great Parent Mystery                       | Cat                                                                                                 |                                |
| 2000 | The Land Before Time VII: The Stone of Cold Fire          | Sierra                                                                                              | Direct-to-video                |
| 2001 | Lady and the Tramp II: Scamp's Adventure                  | Tony                                                                                                | Direct-to-video                |
| 2001 | Shrek                                                     | Captain of Guards                                                                                   |                                |
| 2001 | Atlantis: The Lost Empire                                 | Helmsman, Smithsonian Board Member #1                                                               |                                |
| 2001 | The Book of Pooh: Stories from the Heart                  | Winnie the Pooh và Tigger                                                                           | Direct-to-video                |
| 2001 | Jimmy Neutron: Boy Genius                                 | Ultra Lord, Mission Control và General                                                              |                                |
| 2002 | Return to Never Land                                      | Turk                                                                                                |                                |
| 2002 | The Hunchback of Notre Dame II                            | Archdeacon                                                                                          | Direct-to-video                |
| 2002 | Tom and Jerry: The Magic Ring                             | Butch                                                                                               | Direct-to-video                |
| 2002 | Tarzan & Jane                                             | Tantor                                                                                              | Direct-to-video                |
| 2002 | Mickey's House of Villains                                | Pete, Big Bad Wolf, Kaa và Ed                                                                       | Direct-to-video                |
| 2002 | Winnie the Pooh: A Very Merry Pooh Year                   | Winnie the Pooh và Tigger                                                                           | Direct-to-video                |
| 2003 | 101 Dalmatians II: Patch's London Adventure               | Dirty Dawson                                                                                        | Direct-to-video                |
| 2003 | The Jungle Book 2                                         | Kaa, Colonel Hathi và M.C. Monkey                                                                   |                                |
| 2003 | Piglet's Big Movie                                        | Winnie the Pooh và Tigger                                                                           |                                |
| 2003 | Sinbad: Legend of the Seven Seas                          | Luca và tiếng nói phụ thêm                                                                          |                                |
| 2004 | Comic Book: The Movie                                     | Dr. Cedric Perview                                                                                  | Live Action Direct-to-video    |
| 2004 | The Lion King 1½                                          | Ed                                                                                                  |                                |
| 2004 | Winnie the Pooh: Springtime with Roo                      | Winnie the Pooh và Tigger                                                                           | Direct-to-video                |
| 2004 | Jimmy Neutron: Win, Lose and Kaboom                       | Gen. Abercrombie, Brain #2 và Mayor Quadar                                                          |                                |
| 2004 | Mickey, Donald, Goofy: The Three Musketeers               | Pete                                                                                                | Direct-to-video                |
| 2004 | Mickey's Twice Upon a Christmas                           | Blitzen                                                                                             | Direct-to-video                |
| 2005 | Pooh's Heffalump Movie                                    | Winnie the Pooh và Tigger                                                                           |                                |
| 2005 | Pooh's Heffalump Halloween Movie                          | Winnie the Pooh và Tigger                                                                           | Direct-to-video                |
| 2006 | Disaster!                                                 | Harry Bottoms, Guy Kirk và Narrator                                                                 |                                |
| 2006 | Brother Bear 2                                            | Chilkoot và Bering                                                                                  | Direct-to-video                |
| 2006 | Bah, Humduck! A Looney Tunes Christmas                    | Taz và Gossamer                                                                                     | Direct-to-video                |
| 2006 | The Fox and the Hound 2                                   | Waylon/Floyd và Additional voices                                                                   | Direct-to-video                |
| 2007 | Hellboy: Blood and Iron                                   | Tom Manning                                                                                         | Direct-to-video                |
| 2007 | TMNT                                                      | (Tiếng nói phụ thêm)                                                                                |                                |
| 2007 | Bee Movie                                                 | Title Narrator và Graduation Announcer                                                              |                                |
| 2007 | My Friends Tigger & Pooh: Super Sleuth Christmas Movie    | Winnie the Pooh và Tigger                                                                           | Direct-to-video                |
| 2008 | The Little Mermaid: Ariel's Beginning                     | King Triton và Shelbow                                                                              | Direct-to-video                |
| 2008 | Dead Space: Downfall                                      | Captain Mathius và Farum                                                                            |                                |
| 2008 | The Powerpuff Girls Rule!                                 | Fuzzy Lumpkins                                                                                      | Direct-to-video                |
| 2008 | Turok: Son of Stone                                       | Caveman                                                                                             |                                |
| 2009 | My Friends Tigger & Pooh: Tigger & Pooh and a Musical Too | Winnie the Pooh, Tigger và Beaver                                                                   |                                |
| 2009 | Bionicle: The Legend Reborn                               | Ackar                                                                                               | Direct-to-video                |
| 2009 | The Princess and the Frog                                 | Ray                                                                                                 |                                |
| 2010 | My Friends Tigger & Pooh: Super Duper Super Sleuths       | Winnie the Pooh và Tigger                                                                           | Direct-to-video                |
| 2011 | Gnomeo and Juliet                                         | Featherstone                                                                                        |                                |
| 2011 | The Little Engine That Could                              | Rusty                                                                                               | Direct-to-video                |
| 2011 | Winnie the Pooh                                           | Winnie the Pooh và Tigger                                                                           |                                |
| 2012 | Zambezia                                                  | Budzo                                                                                               |                                |
| 2012 | Wreck-It Ralph                                            | (Tiếng nói phụ thêm)                                                                                |                                |
| 2012 | Sofia the First: Once Upon a Princess                     | Wormwood                                                                                            |                                |
| 2013 | I Know That Voice                                         | Himself                                                                                             | Phim tài liệu                  |
| 2014 | The Pirate Fairy                                          | Oppenheimer và Port                                                                                 | Direct-to-video                |
| 2014 | Tom and Jerry: The Lost Dragon                            | Kaldorf                                                                                             | Direct-to-video                |
| 2015 | Minions                                                   | (Tiếng nói phụ thêm)                                                                                | Credited as James J. Cummings  |
| 2016 | The Secret Life of Pets                                   | (Tiếng nói phụ thêm)                                                                                |                                |
| 2016 | Sheep and Wolves                                          | Magra                                                                                               |                                |
| 2016 | Sing                                                      | (Tiếng nói phụ thêm)                                                                                | Credited as James J. Cummings  |

| Năm  | Tiêu đề                      | Vai diễn                              | Ghi chú       |
| ---- | ---------------------------- | ------------------------------------- | ------------- |
| 1987 | The Garbage Pail Kids Movie  | Greaser Greg và Nat Nerd              |               |
| 1988 | Who Framed Roger Rabbit      | Bullet #2 và Lion trong Tom and Jerry |               |
| 1994 | Cabin Boy                    | Cupcake                               |               |
| 1998 | Small Soldiers               | Ocula                                 |               |
| 1998 | Babe: Pig in the City        | Pelican                               |               |
| 2018 | Christopher Robin            | Winnie the Pooh và Tigger             | Sản phẩm cuối |
| 2021 | Chip 'n Dale: Rescue Rangers |                                       |               |

### Chương trình truyền hình
- 2 Stupid Dogs: Morocco Mole
- The 7D: Roar
- 64 Zoo Lane: Taco the Toucan, Hercule Moustache the Walrus, Itchy Quatzel the Mysterious Mountain
- 101 Dalmatians: Colonel, Mayor Ed Pig, Persian Pete
- Action In Moscow Underground: Colonel Shredder (?)
- The Addams Family (animated series): Lurch, Spy Twins, Fingers
- Adventure Time: Porcupine, Lenny the Beaver, and Owl in the episode "Up a Tree"
- Adventures in Odyssey: Larry Walker, King Lawrence
- Adventures from the Book of Virtues: Aristotle
- Adventures of Sonic the Hedgehog: Dr. Robotnik, Scratch (in unaired pilot episode)
- Disney's Adventures of the Gummi Bears: Zummi Gummi (originally Paul Winchell), Chummi Gummi
- The Adventures of Jimmy Neutron: Boy Genius: Mayor Quadar, Ultra Lord, Cap'n Betty, Atilla The Hun
- The Adventures of Puss in Boots: El Guante Blanco, Two-Eyed Alonso, Briny Pete
- Aladdin: Razoul
- The Amazing Ghostbusters: Jonathan Keaton
- The Amazing World of Gumball: TV Announcer
- Animalia: Dagmont Dragon
- Animaniacs: Narrator, Buddy, Tazmanian Devil, Announcer, Additional Voices
- Auto-B-Good
- Avengers Assemble: Ghost
- Back at the Barnyard: Captain Tom, Chef Big Bones Mignon
- The Batman: Temblor
- Batman: The Animated Series: Tygrus (episode "Tyger, Tyger")
- Ben 10: Omniverse: Vexx, Hulex Colonel (episode "Food Around the Corner")
- Bonkers: Bonkers D. Bobcat, Lucky Piquel, Other Characters
- Boo to You Too! Winnie the Pooh: Winnie-the-Pooh, Tigger
- The Book of Pooh: Winnie-the-Pooh, Tigger
- Bump in the Night: Mister Bumpy, Destructo, Closet Monster
- Buzz Lightyear of Star Command: Senator Aarrfvox
- Captain Planet and the Planeteers: Sly Sludge (Hanna-Barbera episodes)
- Cartoon All-Stars to the Rescue: Winnie-the-Pooh, Tigger
- CatDog: Cat, Additional Voices
- Catscratch: Additional Voices
- ChalkZone: Skrawl
- Chip 'n Dale Rescue Rangers: Monterey Jack (in the five-part pilot and in seasons two and three while Peter Cullen voiced the character in the earlier episodes), Fat Cat, Professor Nimnul, Wart the Lizard, Rat Capone
- Chowder: Alligator (episode "My Big Fat Stinky Wedding")
- Clarence: Additional Voices
- Class of 3000: Additional Voices
- Codename: Kids Next Door: Vin Moosk (episode "Operation: K.N.O.T.")
- Courage the Cowardly Dog: The Great Fusilli
- Cro: Phil, Ogg, Murray
- Curious George: Chef Pisghetti, Jumpy Squirrel, Mister Quint
- Danny Phantom: Additional Voices
- Darkwing Duck: Drake Mallard/Darkwing Duck, Negaduck, DarkWarrior Duck, Warden Waddlesworth, Herb Muddlefoot, Professor Moliarty
- Dead Space Downfall: Captain Mathius
- Dexter's Laboratory: Red-Eye (episode "Photo Finish"), Organ Grindor (Dial M for Monkey episode "Organ Grindor")
- Dink, The Little Dinosaur: Tubble, Fleetfoot
- Doc McStuffins: Winnie the Pooh, Tigger
- Doug: Additional Voices
- Dumbo's Circus: Lionel the Lion, Aunt Fira
- DuckTales: El Capitan
- DuckTales (2017): Darkwing Duck, Jim Starling/Negaduck
- Earthworm Jim: Psycrow, Bob the Killer Goldfish, Various voices
- El Tigre: The Adventures of Manny Rivera: Additional Voices
- Extreme Ghostbusters: Opening music
- Fanboy & Chum Chum: Professor Flan
- Fillmore!: Additional Voices
- Fish Hooks: Scientist #2 (episode "Parasite Fright")
- Foster's Home for Imaginary Friends: Peanut Butter (episode "Room with a Feud")
- Freakazoid!: Senator Janos Ivnovels
- Gargoyles: Dingo, Other Characters
- Generator Rex: Additional Voices
- Goldie & Bear: Big Bad Wolf, Sir Dwight, Giant
- Goof Troop: Pete
- Gravity Falls: Additional Voices
- The Grim Adventures of Billy & Mandy: Nasalmancer, Biker, Additional Voices
- Hey Arnold!: Additional Voices
- Hi Hi Puffy AmiYumi: Additional Voices
- The High Fructose Adventures of Annoying Orange: Tomato, Pineapple
- The Hot Rod Dogs and Cool Car Cats: Scarhood
- Disney's House of Mouse: Pete, Humphrey the Bear, King Louie, Big Bad Wolf, Censor Monkeys, Ed the Hyena, Winnie-the-Pooh, Tigger, Additional Voices
- Invasion America: Major Lomack
- Iron Man: MODOK, Whirlwind, Dreadknight, Backlash, President Bill Clinton
- Jackie Chan Adventures: Hak Foo (Season 1)
- Johnny Bravo: Additional Voices
- Jungle Cubs: Kaa, Fred, Jed
- The Legend of Tarzan: Tantor, Merkus
- Lego Star Wars: The Freemaker Adventures: Hondo
- Lilo & Stitch: The Series: Zach Mackillin, Rodeo Announcer
- The Little Mermaid: Ebb the Male Crocodile
- Loonatics Unleashed: Additional Voices
- The Looney Tunes Show: Tasmanian Devil, Beaky Buzzard
- Marsupilami: Maurice, Norman
- The Marvelous Misadventures of Flapjack: Additional Voices
- The Mask: Doyle (Lieutenant Kellaway's partner), Kablamus, Various One-Shot Characters
- Megas XLR: Additional Voices
- Merry Madagascar: Lead Reindeer
- Midnight Patrol: Adventures in the Dream Zone: Additional Voices
- The Mighty B!: Additional Voices
- Mighty Magiswords: Buford, Keeper of the Mask
- Mickey and the Roadster Racers: Pete
- Mickey Mouse Clubhouse: Pete, Humphrey the Bear, Frog, Sparky, Clyde
- Mickey Mouse Works: Pete, Humphrey the Bear
- Mickey Mouse: Pete
- Motorcity: Dr. Hudson
- The Mummy: High Priest Imhotep
- My Friends Tigger & Pooh: Winnie-the-Pooh, Tigger, Beaver
- The New Adventures of Winnie the Pooh: Winnie-the-Pooh, Tigger, Papa Heffalump
- The New Woody Woodpecker Show: various
- New Looney Tunes: Tasmanian Devil
- OK K.O.! Let's Be Heroes: Lord Boxman
- Ozzy & Drix: Ernst Strepfinger (Season 2), Chief Gluteus
- The Penguins of Madagascar: Ridiculously Deep Voice and Chrome Claw (episode "Dr. Blowhole's Revenge")
- Pepper Ann: Mr. Carter (Pepper Ann's science teacher) and Some One-Shot Characters
- Perfect Strangers: Additional Characters (1986–1993)[cần dẫn nguồn]
- Phineas and Ferb: Additional Voices (2013)
- The Pirates of Dark Water: Skorian, Ioz (Season 2)
- Planet Sheen: Ultra Lord (episode "Cutting the Ultra-Cord")
- The Powerpuff Girls: Fuzzy Lumpkins
- The Powerpuff Girls (2016 TV series): Fuzzy Lumpkins
- Project G.e.e.K.e.R.: Mister Moloch and Will Dragonn
- ProStars: Additional voices
- Quack Pack: Additional Voices
- Randy Cunningham: 9th Grade Ninja: Catfish Booray
- Regular Show: Additional Voices
- The Replacements: Various
- Road Rovers: General Parvo
- Robot Chicken: The Spirit of the Ark, Lex Luthor, Doctor
- Rude Dog and the Dweebs: Satch
- Saturday Night Live: Papa Smurf, Gargamel (season 28 premiere)
- The Savage Dragon: Dragon
- Scooby-Doo! Mystery Incorporated: Captain Caveman (episode "Mystery Solvers State Club Finals")
- The Secret Files of the Spy Dogs: Bald Spokesperson, Flea Leader, Von Rabie, Catastrophe
- The Shnookums and Meat Funny Cartoon Show: Narrator, Dr. Paul Bunion
- The Simpsons: Duncan the Horse (episode "Saddlesore Galactica")
- Skylanders Academy: Malefor
- Snorks: various characters
- Sofia the First: Wormwood the Raven, Goodwin the Great
- Sonic the Hedgehog (SatAM): Doctor Robotnik, SWATbots, Nasty Hyena member (episode "Fed Up With Antoine"), additional voices
- The Spectacular Spider-Man: Crusher Hogan
- Spider-Man: The Animated Series: Shocker, Chameleon (uncredited), Man-Spider
- Spider-Man: Hammerhead, Ghost
- Star Wars Rebels: Hondo Ohnaka
- Star Wars: The Clone Wars: Hondo Ohnaka
- Superman: The Animated Series: Phantom Zone Beast
- The Super Hero Squad Show: Thanos (Season 2), Super-Skrull (Season 2), Human Torch
- SWAT Kats: The Radical Squadron: Mayor Manx, Feral's Sergeant
- The Sylvester and Tweety Mysteries: Moo Goo Guy Pan, Sam Ficus, Rocky, Tasmanian Devil
- Tales from the Crypt: Judge Vic "Leave 'Em Hanging" Johnson ("The Third Pig")
- TaleSpin: Don Karnage, Louie, Trader Moe, Covington
- Taz-Mania: Taz, Buddy Boar, Bushwhacker Bob, Wendel T. Wolf
- Teenage Mutant Ninja Turtles: Shredder (1991 and European Vacation Alternate), Leatherhead, Genghis Frog, Dirk Savage, Dirtbag, Merlin, Drakus/Beserko, Doomquest
- Teen Titans: Master of Games and Wildebeest (episode "Winner Take All")
- The Tick: Thrakkorzog, Barry Hubris, Stalingrad, Captain Decency, Mister Mental, Multiple Santa, Leonardo da Vinci
- Timon & Pumbaa: Ed the hyena, Smolder the Bear, Pumbaa's Uncle Boaris, Bruce the Blue Crab, Additional Voices
- Tiny Toon Adventures: Additional Voices
- Tom and Jerry Kids Show: Redbeard, Tundo
- The Transformers: Afterburner, Rippersnapper
- Transformers: Rescue Bots: Colonel Quint Quarry
- Transformers: Robots in Disguise: Clampdown
- The Twisted Tales of Felix the Cat
- Unfiltered: Narrator
- Visionaries: Knights of the Magical Light: Witterquick & the Bearer of Knowledge
- We Bare Bears: Additional Voices
- Where's Waldo?: Narrator
- What's New, Scooby-Doo?: Cyrus T. Buford, Crawdad Mike ("Big Scare in the Big Easy"), Broderick Bosepheus ("Wrestle Maniacs")
- Widget the World Watcher: Megabrain and Dr. Dante
- Wild West C.O.W.-Boys of Moo Mesa: Dakota Dude, Saddle Sore, Skull Duggery, Jack
- Winx Club: Taboc the Wise
- W.I.T.C.H.: Tridart, Harold Hale, Zacharias

### Trò chơi điện tử
- Disney's Aladdin in Nasira's Revenge: Razoul
- Alpha Protocol: Conrad Marburg
- Anastasia: Adventures with Pooka and Bartok: Grigori Rasputin
- Animaniacs: Himself, Radio News
- Army Men Series: All Voices (sans Females)
- Baldur's Gate Series: Minsc, Firkraag, Gorion, Tazok, Abazigal, Gromnir Il-Khan, Demogorgon
- Blazing Dragons: King Allfire, Chancellor
- CatDog: Quest for the Golden Hydrant: Cat
- ClayFighter 63⅓: Bad Mr. Frosty, Houngan, Sumo Santa
- Clive Barker's Jericho: Arnold Leach
- Crash Twinsanity: Skunk
- Disney's Dinosaur: Bruton
- Dr. Seuss Preschool: Fox
- Dragon Age: Origins: Additional Voices
- Epic Mickey: Pete (as Small Pete, Big Bad Pete, Petetronic, & Pete Pan)
- Epic Mickey 2: The Power of Two: Pete (as Small Pete, Big Bad Pete, Pete Pan, & Petetronic)
- Epic Mickey: Power of Illusion: Pete
- Fallout: The Master, Set, Gizmo
- Fallout 4: The Scribe, Institute Scientist
- Fisher Price: Castle: King Smudge
- Fisher Price: Pirate Ship:
- Grand Theft Auto V: The Local Population[7]
- Guild Wars 2: Sadizi
- Hades Challenge: Additional Voices
- Icewind Dale: Arundel, Hrothgar, additional voices
- Infinity Blade II: Additional Voices
- Kinect Disneyland Adventures: Winnie the Pooh, Tigger, Cheshire Cat
- Kingdom Hearts series: Pete, Winnie the Pooh, Tigger, Ed, Julius[8]
- Kingdoms of Amalur: Reckoning: Gadflow
- Lara Croft and the Guardian of Light: Totec, Lara's Partner,[9] Xolotl
- Lightning Returns: Final Fantasy XIII: Additional Voices[10]
- The Lost Vikings 2: Olaf the Stout, Tomator.
- Looney Tunes: Acme Arsenal: Taz
- Looney Tunes: Cartoon Conductor: Taz
- Marvel Super Hero Squad: The Infinity Gauntlet: Thanos
- Marvel: Ultimate Alliance 2: Thor, Scorpion
- Mass Effect 2: Urdnot Wreav, Additional Voices
- Mickey's Speedway USA: Pete
- Minecraft: Story Mode: Hadrian
- Nicktoons MLB: Ultra Lord
- Painkiller: Alastor
- Quest for Glory IV: Shadows of Darkness: Boris, Hans
- Reader Rabbit Preschool: Rex the Monster
- Scooby Doo and Looney Tunes: Cartoon Universe: Yosemite Sam, Tasmanian Devil
- Splatterhouse: The Terror Mask
- Spider-Man: Edge of Time: Additional Voices
- Spider-Man: Shattered Dimensions: Kraven the Hunter, Norman Osborn/Goblin, Tinkerer (Nintendo DS exclusive)
- Star Wars: The Old Republic: Additional Voices
- Teenage Mutant Ninja Turtles: Turtles in Time: Leatherhead and Shredder (Arcade version only)
- The Elder Scrolls V: Skyrim: Additional Voices
- The Elder Scrolls Online: Additional Voices
- Tom and Jerry in War of the Whiskers: Lion
- Toonstruck: Feedback, B.B. Wolf, Dough, Snout, Seedy, Warp
- WildStar: Victor Lazarin, The Sarge, Osiric, Taxi Cab, Commander Kriton, Jarak, Granok Male[11]
- World of Warcraft: Mists of Pandaria: Lorewalker Cho, introduction for Pandaren, Shen-zin Su
- World of Warcraft: Legion: Additional Voices
- Ys: Book I&II: Dalles

### Sức hút công viên giải trí
- Terminator 2: 3-D Battle Across Time trong Universal Studios Theme Parks: Opening Sequence Narrator
- IllumiNations: Reflections of Earth ở EPCOT trong Walt Disney World: Narrator

### Phong tặng
| Giải thưởng         | Xếp hạng                                     | Vai diễn                  | Kết quả   |
| ------------------- | -------------------------------------------- | ------------------------- | --------- |
| Annie Awards        | Diễn viên lồng tiếng truyền hình tốt nhất    | Darkwing Duck             | Đoạt giải |
| Annie Awards        | Diễn viên lồng tiếng truyền hình tốt nhất    | Goof Troop                | Đoạt giải |
| Annie Awards        | Diễn viên lồng tiếng truyền hình tốt nhất    | Bump in the Night         | Đề cử     |
| Annie Awards        | Best Voice Acting in a Feature Production    | The Jungle Book 2         | Đề cử     |
| Annie Awards        | Best Voice Acting in a Feature Production    | Gnomeo & Juliet           | Đề cử     |
| Annie Awards        | Best Voice Acting in a Feature Production    | Zambezia                  | Đề cử     |
| Daytime Emmy Awards | Outstanding Performer in an Animated Program | My Friends Tigger & Pooh  | Đề cử     |
| Daytime Emmy Awards | Outstanding Performer in an Animated Program | Star Wars: The Clone Wars | Đề cử     |